# نزف داخل القحف
نزف داخل القِحف  (بالإنجليزية: Intracranial Hemorrhage) هو نزف داخل جمجمة الإنسان.

## أسباب
يحدث النزف داخل القحف عندما تمزّق أو ارتشاح أحد الأوعية الدموية داخل الجمجمة. قد يحدث ذلك جراء صدمات جسدية (كما يحدث في إصابات الرأس) أو الحالات اللاصدماتية (كما يحدث في السكتة الدماغية النزفية) مثل تمزّق أمهات الدم. إضافة إلى ذلك، قد يزيد العلاج المضاد للتخثر، أو الاعتلالات الخثرية، من احتمال حدوث نزف داخل القحف.

## توقعات سير المرض
نزف داخل القحف هو حالة طبية طارئة وخطيرة لأن تراكم الدم داخل الجمجمة قد يؤدي إلى ارتفاع الضغط داخل الجمجمة، والتي قد تسحق الأنسجة الدماغيى الحساسة أو تحد من وصول الدم إليها. ارتفاع حاد في ضغط داخل الجمجمة قد يؤدي إلى انفتاق دماغي مميت، حيث يتم ضغط أجزاء دماغية عبر مباني في الجمجمة. عند ارتفاع ضغط داخل الجمجة فسرعة القلب يجب أن تنخفض.

## تشخيص
التصوير المقطعي المحوسب هو الاداة الحاسمة لتشخيص دقيق لنزيف داخل القحف. في الحالات الصعبة يمكن استخدام التصوير بالرنين المغناطيسي (بقوة 3 تسلا).